# Trichodactylus cunninghami
Trichodactylus cunninghami is een krabbensoort uit de familie van de Trichodactylidae. De wetenschappelijke naam van de soort is voor het eerst geldig gepubliceerd in 1868 door Bate.